# Annika Beck
Annika Beck (Gießen, 16 februari 1994) is een voormalig professioneel tennisspeelster uit Duitsland. Zij begon op vierjarige leeftijd met tennis. Haar favoriete ondergrond was hardcourt. Beck speelde rechtshandig en had een tweehandige backhand. Zij was actief in het proftennis sinds 2008.

## Loopbaan

### Enkelspel
Beck debuteerde in 2009 op het ITF-toernooi van Amiens (Frankrijk). Later dat jaar stond zij voor het eerst in een finale, op het ITF-toernooi van Équeurdreville (Frankrijk) – zij verloor van de Française Constance Sibille. In 2010 veroverde Beck haar eerste titel, op het ITF-toernooi van Kaarst (Duitsland), door de Française Audrey Bergot te verslaan. In totaal won zij zeven ITF-titels, de laatste in 2012 in Barnstaple (Engeland).
In 2012 kwalificeerde Beck zich voor het eerst voor een WTA-hoofdtoernooi, op het toernooi van Kopenhagen. Later dat jaar kwalificeerde zij zich voor Wimbledon. Zij stond in 2013 voor het eerst in een WTA-finale, op het toernooi van Luxemburg – zij verloor van de Deense Caroline Wozniacki. In 2014 veroverde Beck haar eerste WTA-titel, op het toernooi van Luxemburg, door de Tsjechische Barbora Záhlavová-Strýcová te verslaan. Tijdens haar carrière won zij twee WTA-titels, de laatste in 2015 in Québec.
Haar beste resultaat op de grandslamtoernooien is het bereiken van de vierde ronde, op het Australian Open van 2016. Haar hoogste notering op de WTA-ranglijst is de 37e plaats, die zij bereikte in juli 2016.

### Dubbelspel
Beck was weinig actief in het dubbelspel. Zij debuteerde in 2009 op het ITF-toernooi van Versmold (Duitsland), samen met landgenote Stephanie Wagner. Zij stond nooit in een ITF-finale.
In 2013 speelde Beck voor het eerst op een WTA-hoofdtoernooi, op het toernooi van Bad Gastein, samen met landgenote Mona Barthel. Zij stond in 2014 voor het eerst in een WTA-finale, op het toernooi van Linz, samen met de Française Caroline Garcia – zij verloren van het koppel Raluca Olaru en Anna Tatishvili. In 2015 veroverde Beck haar eerste WTA-titel, op het toernooi van Florianópolis, samen met landgenote Laura Siegemund, door het koppel María Irigoyen en Paula Kania te verslaan.
Haar beste resultaat op de grandslamtoernooien is het bereiken van de tweede ronde. Haar hoogste notering op de WTA-ranglijst is de 84e plaats, die zij bereikte in juli 2016.

### Tennis in teamverband
In 2013 en 2016 maakte Beck deel uit van het Duitse Fed Cup-team – zij behaalde daar een winst/verlies-balans van 2–1. In 2016 speelde dit team in de Wereldgroep I – ondanks haar winst op Timea Bacsinszky verloor het team in de eerste ronde van Zwitserland; in de play-offs wisten zij zich, door winst op Roemenië, toch te handhaven in de Wereldgroep I.

## Posities op deWTA-ranglijst
Positie per einde seizoen:
| jaartal | ranking enkelspel | ranking dubbelspel |
| ------- | ----------------- | ------------------ |
| 2009    | 1099              | –                  |
| 2010    | 380               | 875                |
| 2011    | 234               | –                  |
| 2012    | 78                | 1231               |
| 2013    | 58                | 862                |
| 2014    | 55                | 122                |
| 2015    | 56                | 117                |
| 2016    | 53                | 127                |
| 2017    | 177               | 259                |

## Palmares
| Legenda                 |
| ----------------------- |
| Grandslamtoernooi       |
| Olympische Spelen       |
| Year-End Championships  |
| Premier Mandatory       |
| Premier Five / WTA 1000 |
| Premier / WTA 500       |
| International / WTA 250 |
| Challenger / WTA 125    |

### WTA-finaleplaatsen enkelspel
| nr.              | datum      | toernooi          | ondergrond    | tegenstandster             | score         |         |
| ---------------- | ---------- | ----------------- | ------------- | -------------------------- | ------------- | ------- |
| gewonnen finales |            |                   |               |                            |               |         |
| 1.               | 2014-10-18 | WTA Luxemburg     | hardcourt (i) | Barbora Záhlavová-Strýcová | 6-2, 6-1      | details |
| 2.               | 2015-09-20 | WTA Québec        | tapijt (i)    | Jeļena Ostapenko           | 6-2, 6-2      | details |
| verloren finales |            |                   |               |                            |               |         |
| 1.               | 2013-10-20 | WTA Luxemburg     | hardcourt (i) | Caroline Wozniacki         | 2-6, 2-6      | details |
| 2.               | 2015-08-01 | WTA Florianópolis | gravel        | Teliana Pereira            | 4-6, 6-4, 1-6 | details |

### WTA-finaleplaatsen vrouwendubbelspel
| nr.              | finaledatum | toernooi          | ondergrond    | partner         | tegenstandsters               | score            |         |
| ---------------- | ----------- | ----------------- | ------------- | --------------- | ----------------------------- | ---------------- | ------- |
| gewonnen finales |             |                   |               |                 |                               |                  |         |
| 1.               | 2015-08-01  | WTA Florianópolis | gravel        | Laura Siegemund | María Irigoyen Paula Kania    | 6-3, 7-6         | details |
| verloren finales |             |                   |               |                 |                               |                  |         |
| 1.               | 2014-10-12  | WTA Linz          | hardcourt (i) | Caroline Garcia | Raluca Olaru Anna Tatishvili  | 2-6, 1-6         | details |
| 2.               | 2016-07-17  | WTA Gstaad        | gravel        | Jevgenia Rodina | Lara Arruabarrena Xenia Knoll | 1-6, 6-3, [8-10] | details |

## Resultaten grandslamtoernooien
| Legenda | Legenda                          |
| ------- | -------------------------------- |
| g.t.    | geen toernooi gehouden           |
| l.c.    | lagere categorie                 |
| –       | niet deelgenomen                 |
| G       | uitgeschakeld in de groepsfase   |
| 1R      | uitgeschakeld in de eerste ronde |
| 2R      | uitgeschakeld in de tweede ronde |
| 3R      | uitgeschakeld in de derde ronde  |
| 4R      | uitgeschakeld in de vierde ronde |
| KF      | uitgeschakeld in de kwartfinale  |
| HF      | uitgeschakeld in de halve finale |
| F       | de finale verloren               |
| W       | het toernooi gewonnen            |
| w-v     | winst/verlies-balans             |

### Enkelspel
| Toernooi        | 2012 | 2013 | 2014 | 2015 | 2016 | 2017 |
| --------------- | ---- | ---- | ---- | ---- | ---- | ---- |
| Australian Open | –    | 2R   | 2R   | 1R   | 4R   | 1R   |
| Roland Garros   | –    | 2R   | 1R   | 3R   | 3R   | 1R   |
| Wimbledon       | 1R   | 2R   | 1R   | 1R   | 3R   | 1R   |
| US Open         | –    | 1R   | 1R   | 1R   | 2R   | 1R   |

### Dubbelspel
| Toernooi        | 2013 | 2014 | 2015 | 2016 | 2017 |
| --------------- | ---- | ---- | ---- | ---- | ---- |
| Australian Open | 1R   | 2R   | 1R   | 1R   | 2R   |
| Roland Garros   | 1R   | 2R   | 2R   | 1R   | 1R   |
| Wimbledon       | 1R   | 1R   | –    | 2R   | –    |
| US Open         | 1R   | 1R   | 1R   | 1R   | –    |